# Vem är det
Vem är det: svensk biografisk handbok är ett biografiskt referensverk som mellan 1912 och 2001 utgavs av Norstedts förlag och fram till 2007 av Nationalencyklopedins förlag.

## Historik
Verket har hittills utkommit i 46 upplagor, i regel vartannat år. Det startades av journalisten Erik Thyselius, som redigerade det fram till sin död 1924. Årgång 46, 2007, utgavs av Nationalencyklopedins förlag. Utgivningen har därefter avstannat.
I Vem är det publiceras korta fakta-biografier (persondata, föräldrar och familj, yrkeskarriär, styrelseuppdrag, författarskap och så vidare, men inga karaktäristiker eller egentliga biografier) om ungefär 9 000 levande, allmänt kända personer från hela samhällssektorn: statsförvaltningen, näringslivet, kultursektorn, kyrkor och samfund, vetenskap, politik, media, idrottsvärlden, med flera. De väljs ut med tanke på aktualitet, yrkesprofession och allmänintresse. Utmärkande för verket är att de biograferade själva lämnat ut de uppgifter som ligger till grund för artiklarna. Från början innehöll Vem är det? också biografier över bemärkta amerikanska medborgare med svensk härstamning.

## Andra liknande verk
Motsvarande böcker finns i de flesta kulturländer till exempel Who's Who?, Wer ist wer?, Qui êtes-vous?, Vem och vad (Finland), Kraks Blå Bog (Danmark), Hvem er Hvem? (Norge).

### Vem var det?
År 1944 utgav Norstedts förlag på initiativ av Axel Widstrand en bok med titeln Vem var det?. Den innehåller korta biografier över avlidna personer som varit införda i Vem är det och med angivnade av dödsdatum. Den sammanför och kompletterar de dödsfallslistor som varit införda i tidigare årgångar av denna. Sådana listor publiceras numera kontinuerligt i varje volym av "Vem är det", omfattande den senaste fem- eller tioårsperioden. "Vem var det?" innehåller också kronologiska förteckningar över skilda ämbetens och tjänsters innehavare med flera under perioden 1912-1943. 

### Vem är vem?
Åren 1945–1950 och 1962–1968 utgavs i Sverige en motsvarande bokserie med namnet Vem är vem? redigerad av stadsbibliotekarien i Uppsala Paul Harnesk. Den hade en mera omfattande ambition, men utkom endast i två upplagor med vardera fem landsdelsvis ordnade band. I första upplagan biograferades cirka 37 000 personer och i den andra cirka 47 000 personer; Vem är vem? hade alltså för sin tid en betydligt bredare täckning på regionalnivån än Vem är det. Vem är det och Vem är vem? har en bred spridning och finns tillgängliga på de flesta allmänna bibliotek.

### Vad är vem i Sverige?
År 1943 utgavs ytterligare en motsvarande uppslagsbok, Vad är vem i Sverige?, som i format och uppställning efterliknade Vem är det. Den ville dock "inte enbart presentera samhällets toppar [utan...] dem i det offentliga livet eller affärs- och handelsvärlden, vilka ej återfinnas i redan befintliga handböcker, men vars biografier dock kunna ha allmänt intresse". Boken innehöll cirka 6 500 biografier, och utkom endast i en upplaga.

### Vem är vem i Norden?
År 1941 utkom på Bonniers förlag boken Vem är vem i Norden, utgiven av Gunnar Sjöström. Den ville vara "ett led i strävandena att inom olika områden skapa en närmare samhörighet mellan de nordiska länderna." Den innehåller 12 000 biografier, varav från Danmark 3 000, från Finland nära 1 000 från Island cirka 230, från Norge cirka 3 000 och från Sverige cirka 4 700. Boken omfattar 1 544 sidor.

### Svenskar i utlandet
Institutet för svensk utlandstjänst och därefter Riksföreningen för svenskhetens bevarande i utlandet tillsammans med Utlandssvenskarnas förening utgav 1929, 1959 och 1969 en motsvarande handbok med titeln Svenskar i utlandet. Den är uppställd som Vem är det och presenterar biografiska uppgifter om i utlandet verksamma framstående svenskar som är "idkare av egen rörelse, fria yrkesutövare, personer anställda i ledande ställning i svenska eller utländska institutioner eller företag samt svenska kvinnor gifta med särskilt framstående utlänningar." Den första utgåvan 1929 sammanställdes av professor Ivar Högbom och byggde på personernas egna uppgifter insända som svar på utsända cirkulärbrev. Personerna presenteras landsvis. I första hand upptar boken svenska medborgare, men för alla länder utom USA medtas också sådana emigranter som förvärvat medborgarskap i det nya landet, liksom svenskfödda immigranters söner och döttrar som nått framstående ställning. Böckerna förtecknar också svenska institutioner i utlandet: föreningar, kyrkor, skolor, tidningar med mera. I varje volym presenteras 1 200 - 1 500 personer. Boken beskrevs 1929 som ett "pionjärarbete" som bedömdes kunna "åstadkomma ett nät av värdefulla förbindelser över hela jorden, som bör kunna bli av stor betydelse för spridandet av svensk kultur och stödjande av svensk export och rederirörelse"

### Uppslagsverk
- Vem är det i Nationalencyklopedins nätupplaga.